# Binnenkastell Ságvár

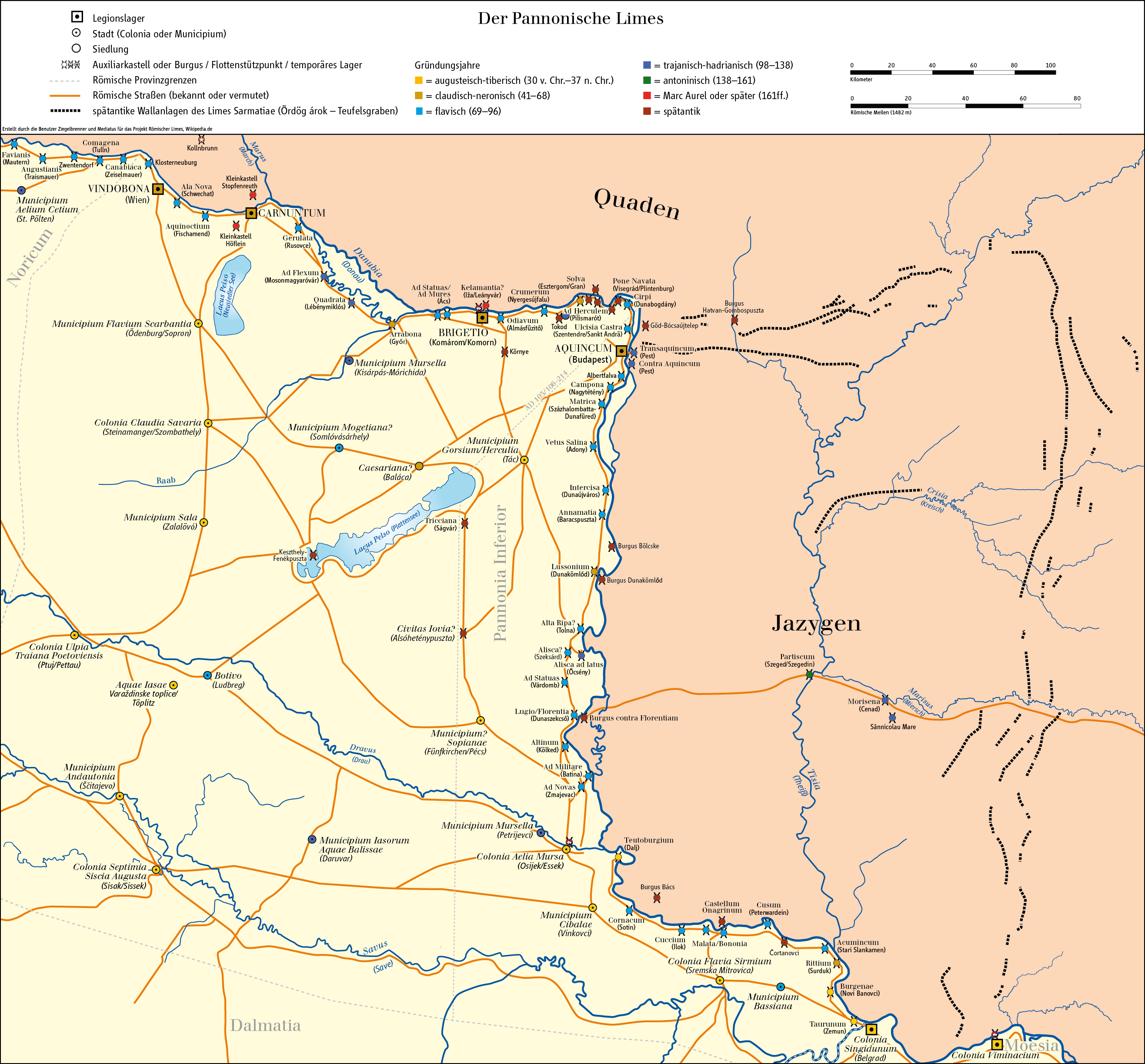
Pannonien in römischer Zeit

Das Binnenkastell Ságvár gehörte zu einem System wehrhafter spätantiker Garnisons- und Siedlungsschwerpunkte in den pannonischen Provinzen auf dem Gebiet des heutigen ungarischen Staates.
Der Fundort liegt unmittelbar in Ságvár, einem Dorf im Komitat Somogy, das rund zehn Kilometer südlich der am Plattensee gelegenen Stadt Siófok liegt. Ein Informationspunkt an der Kirche von Ságvár erinnert an die römische Vergangenheit dieses Ortes. Antike Baureste sind hier nicht mehr zu sehen.
Insbesondere als Nachschub- und Versorgungsbasen für die Grenztruppen erfüllten die schwer befestigten Fortifikationen eine wichtige Aufgabe. Die Anlage gehört zu den kleinsten der bisher bekannten pannonischen Binnenkastelle. Aufgrund der modernen Überbauung gelang es lediglich, Teile im Norden der Anlage genauer zu erkunden.

## Lage
Das Gebiet um Ságvár war schon früh besiedelt. Durch ältere Grabungen ist unter anderem eine fundreiche altsteinzeitliche Lößstation nachgewiesen. Diese Siedlung, die zwei Kulturschichten aufwies, wird aufgrund ihrer Lage im Würm-II-Löß zeitlich dem östlichen Gravettien zugeschrieben. Daneben konnten im Raum von Ságvár auch deutliche Siedlungsspuren der Bronzezeit gesichert werden.
Das römische Ságvár lag an einer Fernstraße, die im wahrscheinlich zu Beginn des 3. Jahrhunderts n. Chr. entstandenen Itinerarium Antonini wiedergegeben ist. Diese Straße führte von der damaligen Colonia Sirmium (Sremska Mitrovica) über Sopianae (Pécs) zum Grenzort Arrabona (Győr) und von dort weiter nach Carnuntum (Petronell-Carnuntum). Das flache Umland von Ságvár war in der Antike noch wesentlich stärker durch die Hydrologie des Plattensees (lat. Pelso) geprägt als heute. Es war und ist vielfach sumpfig und morastig. Unter den Bodenerhebungen, die einen festen Untergrund bilden, stehen teilweise sehr mächtige Lößlagerstätten an.

## Name
Ob die früher festgelegte Gleichsetzung Ságvárs mit der im Itinerarium Antonini genannten Station Tricciana richtig ist, wird in neuerer Zeit diskutiert. Der Archäologe Sándor Soproni (1926–1995) versuchte den antiken Namen Ságvárs anhand der Streuung von spätantiken Ziegelstempeln mit dem Namen Quadriburgium zu fixieren. Nach seiner Aussage waren die Ziegelstempel besonders häufig zwischen den Grenzgarnisonen Kastell Szentendre und Kastell Intercisa zu Tage gekommen – also im nördlichen Teil der Provinz Valeria. Außerdem zog er hierzu auch – die wohl zwischen 425 und 433 n. Chr. endgültig festgelegte – Notitia Dignitatum heran und analysierte die dort in Frage kommenden Militärstandorte. Für Soproni stand letztlich die Gleichsetzung von Quadriburgium mit Ságvár fest, wobei er die Überlegung mit einschloss, ob es in Ságvár – entsprechend der spätantiken Umbenennung des Kastells von Szentendre (Ulcisia Castra in Castra Constantia) – nicht auch zu so einer Namensänderung kam. Somit hätte der ältere Ortsname des römischen Ságvárs durchaus Tricciana lauten können.

## Forschungsgeschichte
Seit dem 19. Jahrhundert ist Ságvár als Fundstelle bekannt. Bereits Flóris Rómer (1815–1889) stellte vor Ort Forschungen an. 1937 wurde der Archäologe István Paulovics (1892–1952) vom Ungarischen Nationalmuseum beauftragt, die Überreste des Kastells zu untersuchen. Die Leitung der Grabungen wurden später von Aladár Radnóti (1913–1972) übernommen und auf eine steile Uferböschung östlich des Dorfes ausgedehnt. Am südöstlichen Abhang der Tömlöchegy (Kerkerberg) genannten Böschung konnte ein reichhaltiges spätrömisches Gräberfeld (Gräberfeld I) ermittelt werden. Insgesamt 342 Grabstätten wurden dort zwischen 1937 und 1939 sowie 1942 in mehreren Grabungskampagnen aufgedeckt. Die Untersuchungen der 1930er Jahre in Ságvár blieben für die nächsten Jahrzehnte das einzige Leuchtturmprojekt der ungarischen provinzialrömischen Archäologie am südlichen Plattensee. Noch 1970 galt das Gebiet für die römerzeitliche Forschung als wissenschaftliche „terra incognita“. Im Bereich der Binnenfestung führte Endre Tóth zwischen 1971 und 1979 erneut Ausgrabungen durch. Da die südliche Hälfte sowie der westliche Rand des Kastellareals überbaut und damit unzugänglich waren, mussten sich diese Untersuchungen auf Teilbereiche konzentrieren. Ziel der Grabungen war es, neben dem Grundriss auch die Chronologie dieses Garnisonsplatzes fassbar zu machen.
Auch aus dem näheren Umfeld des Kastells sind römische Fundstellen bekannt, die direkt und indirekt mit dem Garnisonsort Ságvár in Verbindung stehen. Rund sechs Kilometer westlich der Fortifikation konnten bei Grabungen in Ságvár, Ali-rét an einer bronzezeitlichen Siedlung eine spätrömische Abfallgrube sowie spätrömische Öfen untersucht werden. Aus den Öfen kamen Keramikscherben des 4. Jahrhunderts, darunter ein sogenannter „dakischer Napf“, den karpische Töpfer hergestellt haben könnten. Auch in der Abfallgrube fand sich Keramik der gleichen Zeitstellung. Es stellte sich in weiterer Folge heraus, dass die Stücke aus der Abfallgrube mit dem Material, das sich in den obersten Schichten des Binnenkastells von Ságvár fand, übereinstimmten. Somit ließen sich auch andere Funde aus der Grube, wie eine Omega-Gürtelschließe, der Spätantike zuordnen. Rund acht Kilometer südwestlich von Ságvár wurde 1893 bei Jabapuszta ein Altarstein aus dem Jahr 225 n. Chr. entdeckt, den ein Benefiziarier der in Brigetio stationierten Legio I Adiutrix hinterlassen hatte. Radnóti vermutete, dass dieser Stein ursprünglich zu einer mutmaßlichen Benefiziarierstation gehört hat, die während des Prinzipats in Ságvár bestand.

## Baugeschichte
Zur Zeit des Prinzipats stand an Stelle des Kastells eine Villa Rustica. Mittelkaiserzeitliche Keramikscherben kamen südlich der Anlage ans Licht. Aus dem Gebiet nördlich davon sind spätantike Scherben bekannt. Tóth ging davon aus, dass Gräberfeld und Kastell zur selben Zeit entstanden sein müssen. Er legte sich dabei auf die Regierungsjahre des Kaisers Constantius II. (337–361) fest. Neben den Fundmünzen aus der Festung sind es auch einzelne militärische Grabbeigaben, welche diesen Schluss nahelegen. An der Fortifikation können zwei Bauphasen unterschieden werden. Die Ausgrabungen von Tóth ergaben, dass die Wehrmauer fast überall bis auf die Fundamente herausgerissen und dem Steinraub zum Opfer gefallen war.

### Phase I

#### Umwehrung
Das Kastell wurde mit einem rechteckigen, rund 254 × 298 Meter großen Grundriss angelegt. Die antike Wehranlage besaß an ihrer Nord- und Südseite je ein Tor mit je zwei quadratischen Tortürmen. Durch diese Tore verlief auch die Trasse der Römerstraße. Aus dem Verband der 2 bis 2,20 Meter starken Umwehrung sprangen Zwischentürme hervor. Die Fundamente dieser älteren Türme wurden vor der Errichtung der jüngeren Türme sorgfältig entfernt. Die Archäologen konnten die Existenz älterer Türme lediglich anhand von rechteckigen Gruben nachweisen, die sich unter den Fundamenten der Rundtürme fanden. Ob diese Gruben unmittelbar den Umriss der älteren Türme nachzeichnen oder ob sie aus bautechnischen Gründen während der Fundamentfreilegung diese Form erhielten, ist unbekannt. Damit bleibt ebenfalls ungeklärt, ob die Türme der ersten Phase tatsächlich einen rechteckigen Grundriss besessen haben oder ob sie nicht – wie an anderen zeitgleichen Militäranlagen dieser Größe – einen hufeisenförmigen Grundriss besaßen. Über das Aussehen der Ecktürme kann nur spekuliert werden, da in diesen Bereichen keine Forschungen möglich waren. In geringem Maße fanden sich auch Spolien älterer Grabsteine und Altäre, welche bei der Errichtung mitverbaut wurden.

#### Praetorium
Im Kastellinneren wurde östlich des Nordtores, direkt neben der Wehrmauer, das Wohnhaus des Kommandanten (Praetorium) freigelegt. Neben den ausgebrochenen Mauern des Gebäudes fanden sich von der Innenausstattung noch zahlreiche mehrfarbige Wandputzbrocken. Der Prunksaal dieses Hauses war während der ersten Bauperiode auf ganzer Fläche mit einer Hypokaustheizung ausgestattet und besaß einen monochromen Mosaikfußboden, außerdem war der Bau auch mit Terrazzoböden versehen worden.

#### Wirtschaftsbau
Im nordöstlichen Viertel des Kastellareals befand sich ein großer Wirtschaftsbau mit starken Mauern und einer Toreinfahrt. Die Mauern waren mit weißem Mörtel beworfen worden. In seinem Inneren befand sich ein zentraler Innenhof, um den sich die angrenzenden Räume gruppierten. Die aus qualitativ minderwertigem Mörtel gegossenen Böden dieser – durch kleine Kanalheizungen erwärmbaren – Räume waren teilweise zu einem unbekannten Zeitpunkt erneuert worden. Im Gebäude lagerten Mühlsteine, Hacken und andere landwirtschaftliche Produktionsgegenstände. Außerdem wurden bronzene Objekte wie ein Kessel, ein Krug sowie eine Trense ausgegraben. Unter dem Wirtschaftsbau fanden sich auch noch Reste eines älteren römischen Gebäudes mit bemalten Lehmziegelmauern.

#### Dreischiffige Gebäude
Horreum
Es wurden drei dreischiffige Gebäude erforscht, die sich sehr ähnlich sahen, jedoch jeweils eine andere Funktion besaßen. So war das westlichste ein Speicherbau (Horreum), von bis zu 60 Metern Länge, dessen steinerne Pfeilerreihen im Lüftungsraum auf einem Boden aus roten Sandsteinquadern errichtet worden waren. An die Ostseite dieses Speicherbaus schloss sich ein zwei Meter breiter Korridor an. Dieser war vermutlich niedriger als das Hauptgebäude und mit einer Halbdachkonstruktion versehen. In diesem Bereich befand sich der einzige Zugang und wahrscheinlich auch die Laderampe. Auch hier fanden sich bei der Ausgrabung unter dem spätantiken Bauwerk die ausgebrochenen, 1,20 Meter breiten Grundmauern eines älteren Gebäudes aus dem 2. bis 3. Jahrhundert n. Chr. Dieses hatte zwei Räume besessen, war 21 Meter breit und 25 bis 30 Meter lang gewesen.
Principia
Das östlich des Speicherbaus errichtete, nordsüdlich – entlang der Lagerhauptstraße – orientierte Gebäude besaß äußere Stützpfeiler. Es war 17,3 Meter breit und 45 Meter lang. Die Wände waren aus Opus incertum errichtet worden. Seine beiden quadratischen, einen Meter breiten Pfeilerreihen waren aus Ziegeln errichtet worden. Erneut fanden sich Spuren einer älteren römischen Besiedlung, die reiches Keramikmaterial hinterlassen hatte. Die Datierung dieser Keramik reicht vom Ende des 1. bis zum Anfang des 2. Jahrhunderts n. Chr. Tóth definierte diese Basilika als Stabsgebäude (Principia) des Kastells.
Basilika
Noch etwas weiter östlich stand ein dritter, ost-westlich orientierter Bau dieses Typs, der ebenfalls Stützpfeiler an der Außenwand besaß.

### Phase II
Wie die Grabungen zeigten, fand der Neuausbau wohl nach dem sarmatisch-quadischen Krieg von 374 n. Chr. statt, bei dem das Kastell angegriffen wurde. Dazu können unter anderem deutliche Indizien aus dem damals schwer beschädigten und niedergebrannten Horreum herangezogen werden. Tóth konnte zwischen dessen Steinpfeilern eine 0,15 bis 0,20 Meter hohe Verfüllung untersuchen, die aus zwei Brandschichten bestand. Die untere barg zwei bereits nicht mehr ganz intakte Skelette, die offensichtlich im Zuge einer Notbeerdigung an diese Stelle kamen. Es scheint, als seien die beiden Körper während oder kurz nach dem Überfall vom Sommer 374 in die Asche gelegt worden. Nach 375 erfolgte dann der Wiederaufbau des Horreums.

#### Umwehrung
Während der zweiten Bauphase erhielt der Garnisonsort mächtige, runde Zwischentürme mit 9 Metern Durchmesser. Wie bereits Radnóti feststellte, gehört Ságvár zusammen mit den Anlagen von Fenékpuszta, Környe, und Alsóhetény auf Grund dieser Zwischentürme zu einem Bautyp, der sich darin deutlich von den spätantiken Kastellen entlang des pannonischen Donaulimes unterscheidet. Insgesamt konnten die Ausgrabungen verdeutlichen, dass nicht nur die Umwehrung, sondern auch der Innenausbau sowie die Bauphasen dieser Binnenkastelle sehr starke Parallelen aufweisen. Sie alle wurden annähernd zur selben Zeit errichtet. Runde Zwischentürme waren auch an dem nie fertiggestellten Kastell Göd-Bócsaújtelep im sarmatischen Barbaricum geplant. Tóth geht davon aus, dass der Umbau mit Rundtürmen in Ságvár und Alsóhetény zeitlich mit den Baumaßnahmen in Bócsaújtelep zusammenfällt. Damit könnte die zweite Bauphase der Regierungszeit des Kaisers Valentinian I. (364–375) zuzuordnen sein. Dieser Kaiser zeichnete für das letzte großangelegte militärische Bauprogramm entlang von Rhein und Donau verantwortlich. Wie die Grabungen zeigten, waren die Stockwerksgliederungen im Inneren der Rundtürme in Holzbauweise ausgeführt gewesen. Im 1974 ergrabenen westlichen Rundturm des Südtores wurde eine Brandschicht festgestellt. Rund 0,50 Meter über dieser Brandschicht befand sich ein jüngerer römerzeitlicher Fußboden. Der valentinianische Turm war also einmal niedergebrannt und in der Folgezeit nochmals erneuert worden.

#### Praetorium
Nach den kriegsbedingten Zerstörungen wurde die Fußbodenheizung im Prunksaal des Kommandanten verkleinert und auf dem Boden ein neues Mosaik gröberer Machart verlegt. Die Wände des Saals zierten mythologische Fresken, Stuckaturen und Wandmosaike, die teilweise als Glasmosaike ausgeführt waren.

#### Principia
An der Nordwestecke des Stabsgebäudes standen nun Backöfen. Die Befunde zeigten, dass durch deren Errichtung die Baustruktur der Ecke beschädigt worden war, da die Öfen regelrecht in die Wand geschnitten worden waren. Vor der Westseite der Basilika war das Grab einer weiblichen Person eingetieft worden. Auch sie war dort wohl während einer Ausnahmesituation in der Spätzeit bestattet worden.

### Ende
Wie die jüngere Brandschicht im Lüftungsraum des Horreums verdeutlicht, brannte dieses während einer letzten Zerstörung nochmals aus. Da ein deutlicher Zusammenhang zwischen Kastell und Gräberfeld festgestellt wurde, ist es für das Ende der römischen Garnison bezeichnend, dass die letzten Bestattungen „um 400 n. Chr. oder kurz danach“ stattfanden. Insbesondere an den Glättungsarten der eingeglätteten Gefäße zeigt sich, dass die Belegung des Friedhofs höchstwahrscheinlich nicht über diese Zeitstellung hinaus erfolgte.

## Wichtige Funde

### Frühchristliche Kästchenbeschläge
Zu den wichtigsten Funden gehören mehrere Beschläge von insgesamt zwei Kästchen, die frühchristlichen Ursprungs sind. Die Fundorte sind sowohl das Kastell als auch das Gräberfeld (sh. weiter unten). Den terminus post quem, der die Entstehung von zwei Bronzebeschlägen eingrenzt, die 1973 im Kastellinneren gefunden wurden, liefert die Errichtung der Rundtürme nach 374 n. Chr., denn im Inneren des damals neuerrichteten südlichen Torturms wurden die Beschläge gefunden. Das Niederlegungsdatum dieser beiden beschrifteten Beschläge – auf denen Apostelbilder zu sehen sind – lässt sich noch genauer ermitteln, da diese unter anderem zusammen mit Fensterglasbruchstücken, einer eisernen Patera, einer Bronzekasserolle, einer Bronzelampe und einer versilberten Kapsel (Bulla) während der Endzeit des Kastells im Turm deponiert wurden. Der gemeinsame Fundort der Gegenstände war dort eine erst nach 390 n. Chr. ausgehobene, 0,90 Meter breite Abfallgrube, die möglicherweise ursprünglich nicht für diesen Zweck ausgehoben worden war. Nach Meinung der Archäologin Dorottya Gáspár wurden die Bleche wohl zwischen 350 und 359 hergestellt.

### Trifoliarkanne
In einer Abfallschicht des Kastells wurde die bis dahin jüngste Trifoliarkanne Pannoniens entdeckt. Dieser seit der frühen Kaiserzeit beliebte Kannentyp besitzt eine kleeblattförmige Mündung. Meistens gehörten sie zu einem Trinkgeschirr.

## Gräberfelder

### Gräberfelder I und II am Tömlöchegy
Die zu 73 Prozent west-östlich orientierten Bestattungen setzten mit dem Ausbau des Binnenkastells ein. Nur die wenigsten Gräber am Tömlöchegy können unmittelbar unter christlichen Aspekten angesprochen werden. Es ist davon auszugehen, dass die bis 1942 freigelegte Nekropole (Gräberfeld I) auch von Nichtchristen belegt wurde. Brandgräber wurden dort nicht entdeckt. Die ältesten Gräber aus dem Gräberfeld I stammen aus der Mitte des 4. Jahrhunderts oder wurden wenig später im älteren Westteil des Friedhofs angelegt. Da Grabungen aus dem möglicherweise kleineren Nordwestteil der Nekropole fehlen (Gräberfeld II), könnte es von dort zu noch genaueren Datierungen kommen. 1939 kamen 300 Meter von Gräberfeld I entfernt neun spätrömische Bestattungen zu Tage. Obwohl keine Dokumentation der Himmelsrichtung stattfand, wird angenommen, dass der Fundort nördlich, am Gräberfeld II, lag. Denn bei einem Lößwandabsturz, der 1976 erfolgte, wurden in einer Entfernung von genau 300 Metern vom Gräberfeld I weitere Bestattungen des 4. Jahrhunderts entdeckt.
In der Spätzeit dehnte sich das Gräberfeld I nach Osten aus. Im Westen fanden nur noch wenige Bestattungen statt. Daher verteilten sich in der Osthälfte des Gräberfeldes nun schwerpunktmäßig die verschiedenen Glastypen und Keramiken, darunter besonders die glasierte Ware und die Mehrheit der eingeglätteten Stücke. In diesem Sektor finden sich auch die letzten Münzprägungen, wobei jene des Kaisers Valentinian I. dominieren. Münzen des Valens und Gratian aus den Jahren 375/378 n. Chr. bilden den Abschluss. Es ist in der Spätzeit nicht mehr die Einzelmünze als Beigabe, die dominiert, sondern ihre Mehrfachbeigabe. Durch die Münzen kann das endgültige Ende der Belegzeit nicht bestimmt werden, da spätere Prägungen Pannonien nicht mehr erreichten. Die Laufzeit der letzten Münzausgaben reichte daher oftmals weit über die Herrschaftsjahre der ausgebenden Kaiser hinaus.

#### Apsidenbau
1939 ergrub Radnóti ein nord-südlich orientiertes Bauwerk (Grabbau I), das unmittelbar am Ostrand des Gräberfeldes I errichtet worden war. Es besaß eine rechteckige Exedra und je eine im Osten und Westen gelegene, symmetrische Apsis. Diese beiden Apsiden hatten einen Durchmesser von 3,40 Metern. Das Bauwerk war insgesamt 9,75 Meter lang und 5,75 Meter breit. Sein Zugang lag im Süden. Stellenweise hatte sich noch der Estrich sowie ein darüberliegender Terrazzoboden erhalten. Dieses Gebäude, das wohl der späten Belegungsphase des Gräberfeldes angehört, wurde in der Folgezeit immer wieder als frühchristliche Grabkapelle, später durch die Archäologin Alice Sz. Burger auch als jüdischer Kultbau angesprochen. Tatsache ist, dass der Bau erst in der Spätphase der Nekropole errichtet wurde und keinerlei Hinweise auf einen christlichen oder jüdischen Ursprung dokumentiert werden konnten. Es fand auch keine Verdichtung von Bestattungen um das Gebäude statt und seine religiöse Zuordnung erfolgte ausschließlich über vermeintlich eindeutige architektonische Merkmale.

#### Militaria
Bei den Grabbeigaben aus dem Gräberfeld I kommen militärische Gürtel in teilweise einzigartigen Ausformungen vor. Die Lage der Schnallen und Riemenzungen lässt erkennen, dass die Gürtel den Toten nicht umgeschnallt worden waren. Die am weitesten verbreitete Schnallenform in Ságvár und in anderen pannonischen Nekropolen der Spätantike besitzt einen ovalen, rechteckigen oder eingesattelten Bügel mit einem quadratischen oder rechteckigen Beschlag. Der Archäologe Erwin Keller ging davon aus, dass die Schnallen mit eingesatteltem Bügel und rechteckigem Beschlag in die 2. Hälfte des 4. Jahrhunderts, zumeist sogar wohl in die Zeit nach 360 n. Chr. datieren.
Typisch sind auch die vom Militär genutzten Zwiebelknopffibeln, wobei die meisten nach der Typologie von Keller dem Typ 4–5 angehören.

#### Gläser
In Ságvár fanden sich herausragende Stücke der spätrömischen Glasmacherkunst. Dazu gehört ein reich verzierter spitzkonischer Nuppenbecher aus dem Gräberfeld I (Grab 212). Der Becher weist neben einer grünlich-blauen Reihe ovaler Nuppen eine eingeschliffene Rankpflanzenornamentik mit Trauben auf. Zuoberst unter dem Rand, befindet sich eine ebenfalls geschliffene griechische Inschrift (ПЕIЕ ZHCHC ΕΥΤΥΧΩ), die ihn als Trinkbecher identifiziert. Im Grab eines Mannes (Grab 225) fand sich ein Aryballos mit Delphinhenkeln. Das in die zweite Hälfte des 4. Jahrhunderts datierte Stück gehört zu den jüngsten Exemplaren seiner Art. In die gleiche Zeit datiert auch ein ovaler Krug mit Standring (Grab 31), der am Hals eine umlaufende Glasfadenverzierung aufweist.

#### Schmuck
Unter den Schmuckstücken im Gräberfeld I dominieren bei den Perlen als Halsschmuck nach denen aus Glas jene, die aus Bernstein hergestellt wurden. Es kommen auch Goldblechperlen vor, die offensichtlich als Armband getragen wurden. Typischer Ohrschmuck der Frauen waren Ohrringe mit konischen Anhängern und Perlen, wobei die Mehrzahl der Stücke aus Ságvár in Silber gearbeitet war.

#### Frühchristliche Kästchenbeschläge
Außer im Kastell wurden auch im Gräberfeld I Kästchenbeschläge entdeckt. Diese gehören zu einem Stück, das um 400 n. Chr. entstanden und einem Verstorbenen mitgegeben worden war (Grab 54). Im Zentrum der Darstellungen auf den Beschlägen steht der Märtyrer Timotheus aus Sirmium.

#### Münzen
Während der Untersuchungen im Gräberfeld I wurden bis 1942 insgesamt 241 Münzen entdeckt, wobei 48 Streufunde waren. Die Auswertung ergab nur wenige Altausgaben aus der Regierungszeit Kaiser Konstantins (306–337). Kontinuierliche Münzreihen beginnen erst kurz vor der Mitte des 4. Jahrhunderts mit Prägungen von Constans (regierte von 337–350) und Constantius II. und enden mit den bereits erwähnten valentinianischen Prägungen. Keine der aufgefundenen Münzen kann aus ihrem Fundzusammenhang heraus zwingend der Zeit vor der Jahrhundertmitte zugeordnet werden.

### Gräberfeld III am Kastell
Wie aus der Bevölkerung Ságvárs berichtet wird, kamen bei Feldarbeiten im Bereich vor den Mauern des nördlichen Kastelltores immer wieder Tegulagräber zu Tage. Tóth verortete hier ein drittes Gräberfeld. Aufgrund der topographischen Lage nahm er an, dass es sich dabei um die jüngste römische Nekropole Ságvárs handeln müsse. 70 Meter vom Nordtor entfernt, wurde an der dort hinausführenden Straße eine singuläre Bestattung untersucht, die einen grauen Henkelkrug mit Trichtermund enthielt. Der Krug besaß eine Gittermustereinglättung und ist jünger zu datieren, als die Funde aus den drei Gräberfeldern des 4. Jahrhunderts.

## Wachtürme
Zum Kastell gehörten auch mehrere Wachtürme, die im näheren Vorfeld der Garnison das Umland überblicken konnten. Auch auf der erhöhten Position des Tömlöchegy wurden die Fundamente eines spätantiken Turms (Wachturm 4) gesichert. Er stand am nördlichen Ende des Gräberfeldes I, an dem das Gräberfeld II begann. Der Turm besaß eine quadratische Grundfläche von  12 × 12 Metern und wies eine Mauerstärke von 0,47 Meter auf.

## Fundverbleib
Römische Funde, die bei den Grabungen in Ali-rét zu Tage kamen, befinden sich heute im Rippl-Rónai-Museum, Kaposvár. Der Benefiziarierweihestein ist im Lapidarium des Balaton-Museums in Keszthely ausgestellt. Weitere Stücke befinden sich im Ungarischen Nationalmuseum in Budapest.

## Denkmalschutz
Die Denkmäler Ungarns sind nach dem Gesetz Nr. LXIV aus dem Jahr 2001 durch den Eintrag in das Denkmalregister unter Schutz gestellt. Das Binnenkastell Ságvár sowie alle weiteren erwähnten Bodendenkmäler gehören als archäologische Fundstätten nach § 3.1 zum national wertvollen Kulturgut. Alle Funde sind nach § 2.1 Staatseigentum, egal an welcher Stelle der Fundort liegt. Verstöße gegen die Ausfuhrregelungen gelten als Straftat bzw. Verbrechen und werden mit Freiheitsentzug von bis zu drei Jahren bestraft.